# Pasquale Foggia
Pasquale Foggia (Nápoly, 1983. június 3. –) olasz labdarúgó-középpályás.

## Pályafutása

### A válogatottban
Négyszer lépett pályára az olasz U21-es labdarúgó-válogatottban. Részt vett a 2006-os U21-es labdarúgó-Európa-bajnokságon. Miután jó formát mutatott, behívták az olasz válogatottba. A Roberto Donadoni irányította felnőtt válogatottban 2007. október 13-án Grúzia ellen mutatkozott be
2007 és 2009 között összesen háromszor lépett pályára az olasz válogatottban. Egyetlen válogatott gólját a 2009. június 6-án Észak-Írország ellen 3–0-ra végződő barátságos mérkőzésen szerezte.

## Sikerei, díjai
Lazio
- Olasz kupa: 2008–09
- Olasz szuperkupa: 2009